# Douglas Renato de Jesus
Douglas Renato de Jesus (Ribeirão Preto, 9 marzo 1983) è un ex calciatore brasiliano, di ruolo portiere.